# Amy Deasismont
Amy Deasismont, wcześniej pod pseud. Amy Diamond (ur. 15 kwietnia 1992 w Norrköping) – szwedzka piosenkarka muzyki pop, aktorka, autorka tekstów oraz prezenterka. Najmłodsza artystka w historii Szwecji, która wydała album z największymi przebojami.
W Europie Środkowej i Skandynawii popularność przyniosła jej piosenka „What’s in It for Me”, którą wydała w wieku 13 lat. Do tej pory wydała pięć albumów studyjnych. Każdy z nich uzyskał w Szwecji status złotej płyty, a jej debiutancki album, który wydała jako 13-latka, otrzymał status platyny.

## Życiorys
Jest córką Szwedki (Chrisbeth) i Anglika (Lee). Przez pierwsze pięć lat życia mieszkała w Wielkiej Brytanii. Obecnie mieszka w Jönköping w Szwecji. Mówi płynnie po angielsku i szwedzku. W 2000 roku wystąpiła w szwedzkim programie Småstjärnorna, w którym naśladowała piosenkarkę Belindę Carlisle. W tym czasie wzięła udział w ośmiu innych konkursach, z czego siedem z nich wygrała. W tym samym roku dostała swoją pierwszą rolę w telewizji zagrała dziewczynkę Lisę w szwedzkim serialu „De drabbade”. W 2004 roku wzięła udział w konkursach muzycznych, m.in. Minimelodifestivalen (w Jönköping) i Super Troupers, w którym zajęła trzecie miejsce w finale.

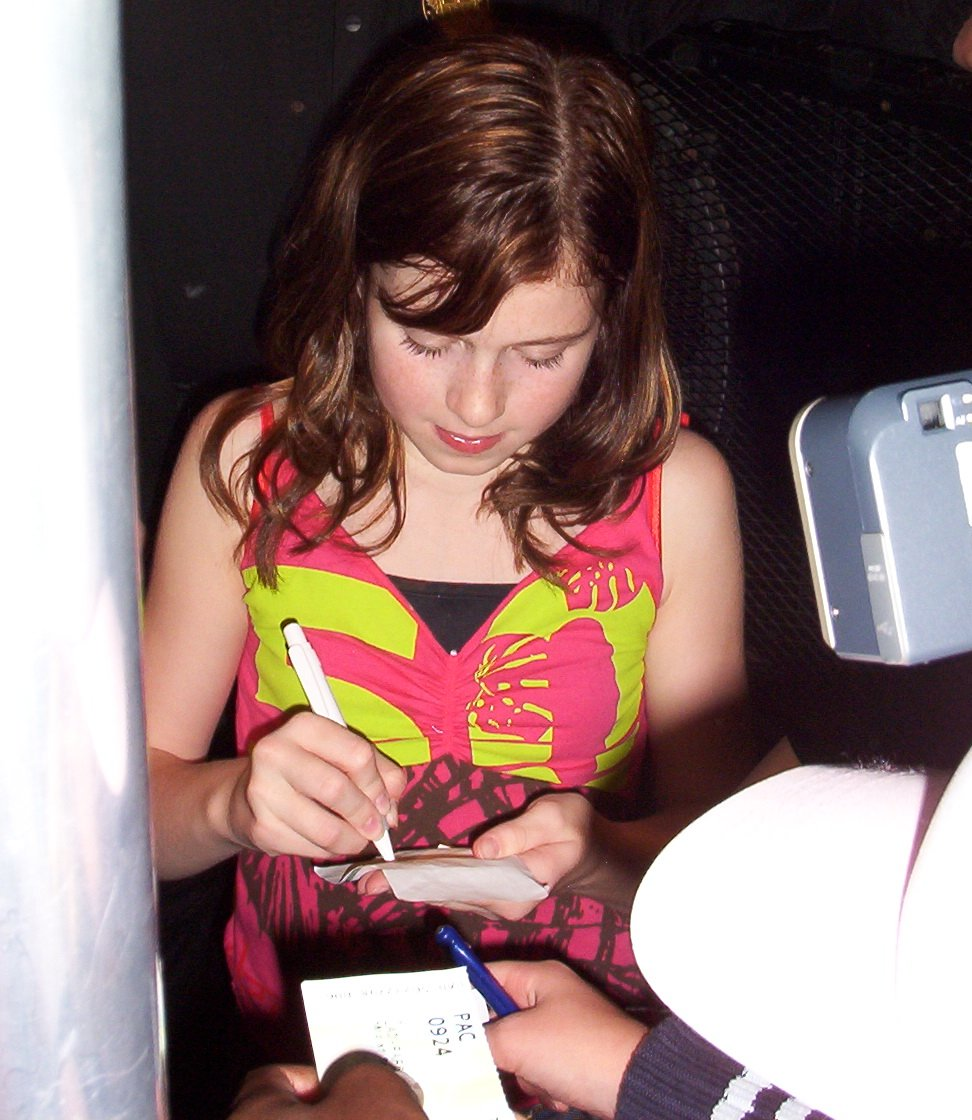
Diamond (2005)

Również w 2004 zwyciężyła w finale programu Summer Mix Megapol Idol, w którym zaśpiewała piosenkę „Somewhere Over the Rainbow”. W nagrodę otrzymała możliwość nagrania utworu w profesjonalnym studio. Po podpisaniu kontraktu z wytwórnią płytową Bonnier Amigo rozpoczęła nagrywanie debiutanckiego singla. Wkrótce w radiu zaczęła się pojawiać piosenka „What’s in It for Me” napisana przez Tyspera (Tommy Tysper), Mack’a (Marcus Sepehrmanesh) oraz Grizzly’ego (Gustav Jonsson). Singiel został wydany w lutym 2005 roku. Wraz z pojawieniem się pierwszego singla Deasismont zaczęła używać pseudonimu Amy Diamond. W celu nagrania teledysku do debiutanckiej piosenki wyjechała na Kubę. Nagranie wzbudziło dyskusje i początkowo niektóre stacje telewizyjne odmawiały jego emisji. Tłumaczono, że Diamond jest zbyt młoda, aby śpiewać o relacjach między dorosłymi. Jednak piosenka stała się hitem w Szwecji i była emitowana w wielu stacjach radiowych.

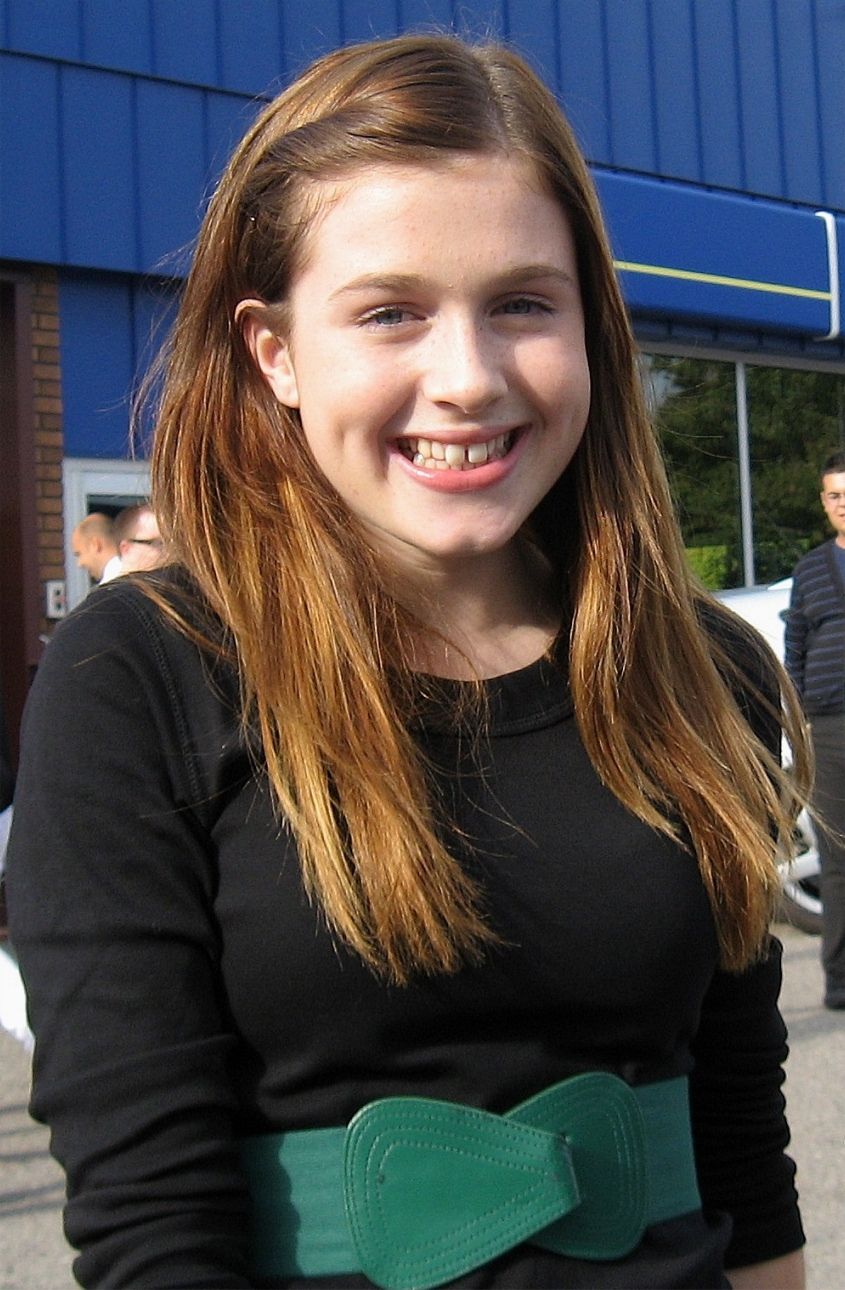
Diamond (2008)

W 2005 roku wydała album pt. This Is Me Now, który rozszedł się w ponad 100 tys. egzemplarzy, co dało mu status platynowej płyty. Dzięki popularności albumu piosenki Diamond często pojawiały się na listach przebojów w Szwecji, a ona sama występowała gościnnie w telewizji. W jednym porannym programie informacyjnym Nyhetsmorgon wystąpiła z piosenką Alicji Keys „If I Ain’t Got You”, a zapis audio z występu został umieszczony na płycie This Is Me Now. Niedługo później podpisała kontrakt z Warner Music w celu międzynarodowego promowania albumu, dzięki czemu stał się bardzo popularny poza Szwecją. W krajach skandynawskich oraz Polsce, piosenka „What’s in It for Me” stała się najczęściej emitowaną piosenką w radiu podczas lata. W Finlandii została jedną z 19 najczęściej odtwarzanych piosenek. W Europie Środkowej w 2005 roku została wydana międzynarodowa edycja albumu This Is Me Now z nowym teledyskiem do „What’s in It for Me”, który nakręcono w Barcelonie. Pod koniec roku wyruszyła w trasę koncertową po Europie, która objęła m.in. występ na koncercie Hity Na Czasie w Polsce. W wieku 13 lat była najmłodszą osobą w historii, która zdobyła nominacje do Nordic Music Awards. Podczas gali odebrała statuetkę za najlepszy hit nordycki. Była również najmłodszą artystką, którą otrzymała jednocześnie dwie nagrody NRJ Radio Awards i Grammis w Szwecji. Na gali Grammis 2005 wygrała w kategorii „Najlepsza kobieca artystka”, „Piosenka roku” oraz „Debiut roku”. Diamond otrzymała też nagrodę od „Nickelodeon Hit Roku” i miała nominację do „Rockbjornen”.
W lutym 2006 roku rozpoczęła nagrywanie albumu pt. Still Me Still Now, na który samodzielnie wybierała teksty nadsyłane jej przez producentów. Płytę nagrała w ciągu czterech weekendów, a wydała ją w maju 2006 roku. Udzielając wywiadu w porannym show Nyhetsmorgon w TV4, odebrała certyfikat złotej płyty za sprzedaż w kraju. Album promowała singlem „Don’t Cry your Heart Out”, który okazał się hitem w Szwecji. W połowie 2006 roku wzięła udział w trasie koncertowej Diggiloo Tour. Popularność płyty Still Me Still Mow w Szwecji sprawiła, że czytelnicy gazety „Aftonbladet” ogłosili Diamond „królową letniej trasy koncertowej”. Pod koniec 2006 roku wydała dwa inne single z albumu: „Big Guns” oraz „It Can Only Get Better”. Zagrała również w serialu LasseMajas Detektivbyrå (2006), prezentując swoje umiejętności łyżwiarskie.

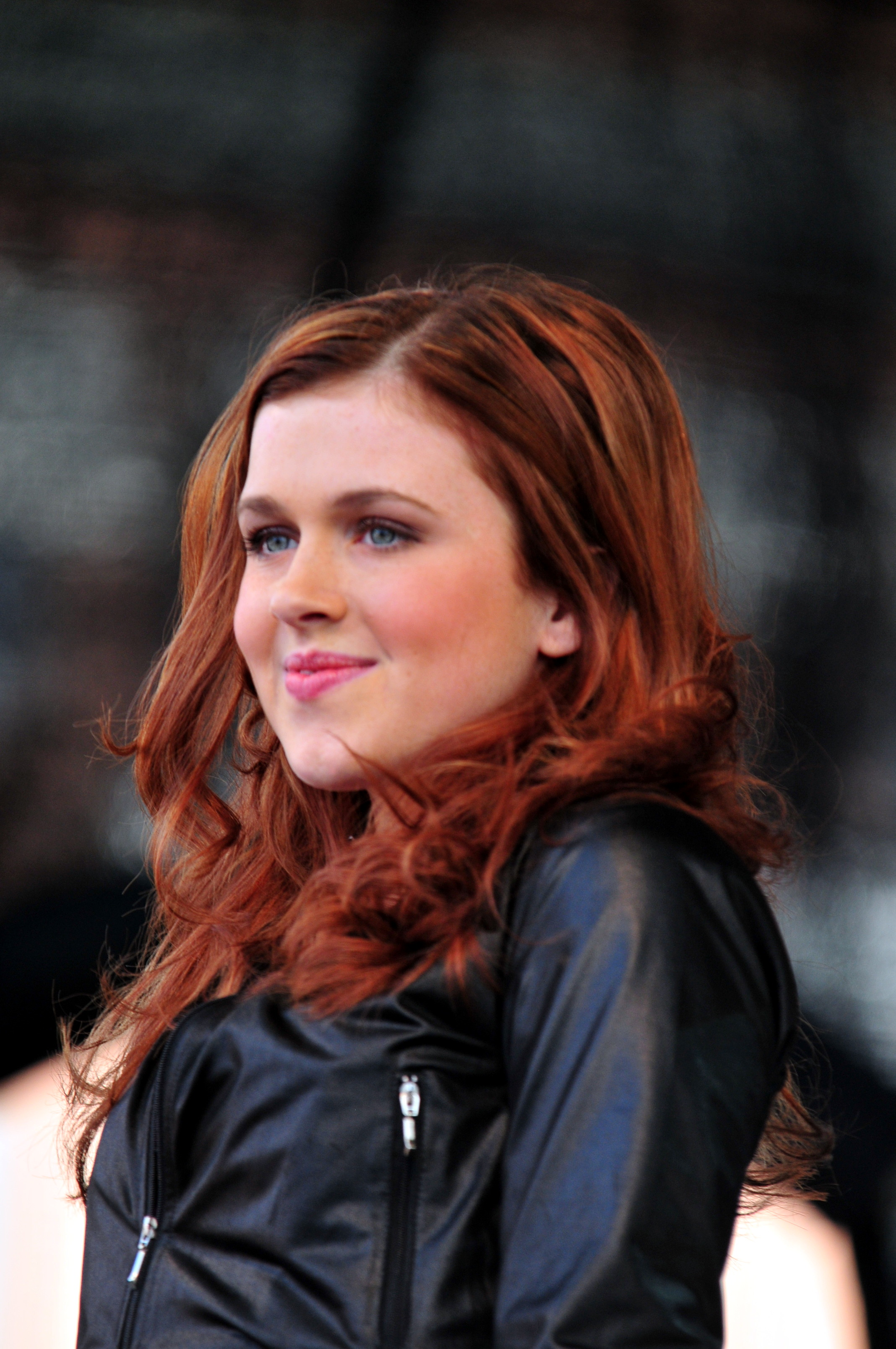
Diamond (2011)

28 listopada 2007 roku wydała album pt. Music in Motion, za którego sprzedaż po dwóch dniach od premiery otrzymała status złotej płyty. Pierwszym singlem był „Is It Love?”. Wygrała w kategorii „Najlepsza żeńska artystka” na gali Nickelodeon Kids’ Choice Awards w Szwecji. 23 grudnia 2007 wydała singiel „Stay My Baby”, do którego został zrealizowany teledysk. W 2008 roku z utworem „Thank You” zajęła ósme miejsce w finale programu Melodifestivalen 2008 oraz zagrała gościnnie w teleturnieju muzycznym Så ska det låta w parze z Fredrikiem Swahnem. Wydała także re-edycję albumu Music in Motion, który uzupełniła o kilka wersji karaoke i o piosenkę „Thank You”. Pod koniec roku premierę miał jej świąteczny album pt. En helt ny jul zawierający bożonarodzeniowe piosenki w języku szwedzkim.
22 października 2009 roku wydała album pt. Swings and Roundabouts. W tym roku ponownie wystartowała w konkursie Melodifestivalen 2009, tym razem z piosenką „It’s My Life”. Wzięła też udział w programie Körslaget i dostała główną rolę w szwedzkim musicalu teatralnym Alicja w Krainie Czarów (szw. Alice I Underlandet), którego trasa trwała do 2010 roku. W październiku 2010 roku wydała składankę przebojów pt. Greatest Hits, zostając tym samym najmłodszą artystką w historii Szwecji, która wydała taki album. Płyta w listopadzie dotarła do 12. miejsca na liście najlepiej sprzedających się albumów w Szwecji. Na płycie znajdują się dodatkowo nowe piosenki – „Ready to Fly”, „Perfect”, covery „Only You” i „True Colors” oraz akustyczne wersje starych przebojów „What’s in It for Me”, „Shooting Star” i „It’s My Life”. W tym samym roku odebrała na gali Nickelodeon Kids Choice Awards 2010 nagrodę dla najlepszej szwedzkiej artystki. Ponadto została prowadzącą nowego szwedzkiego programu telewizyjnego o psach Bulldogg.

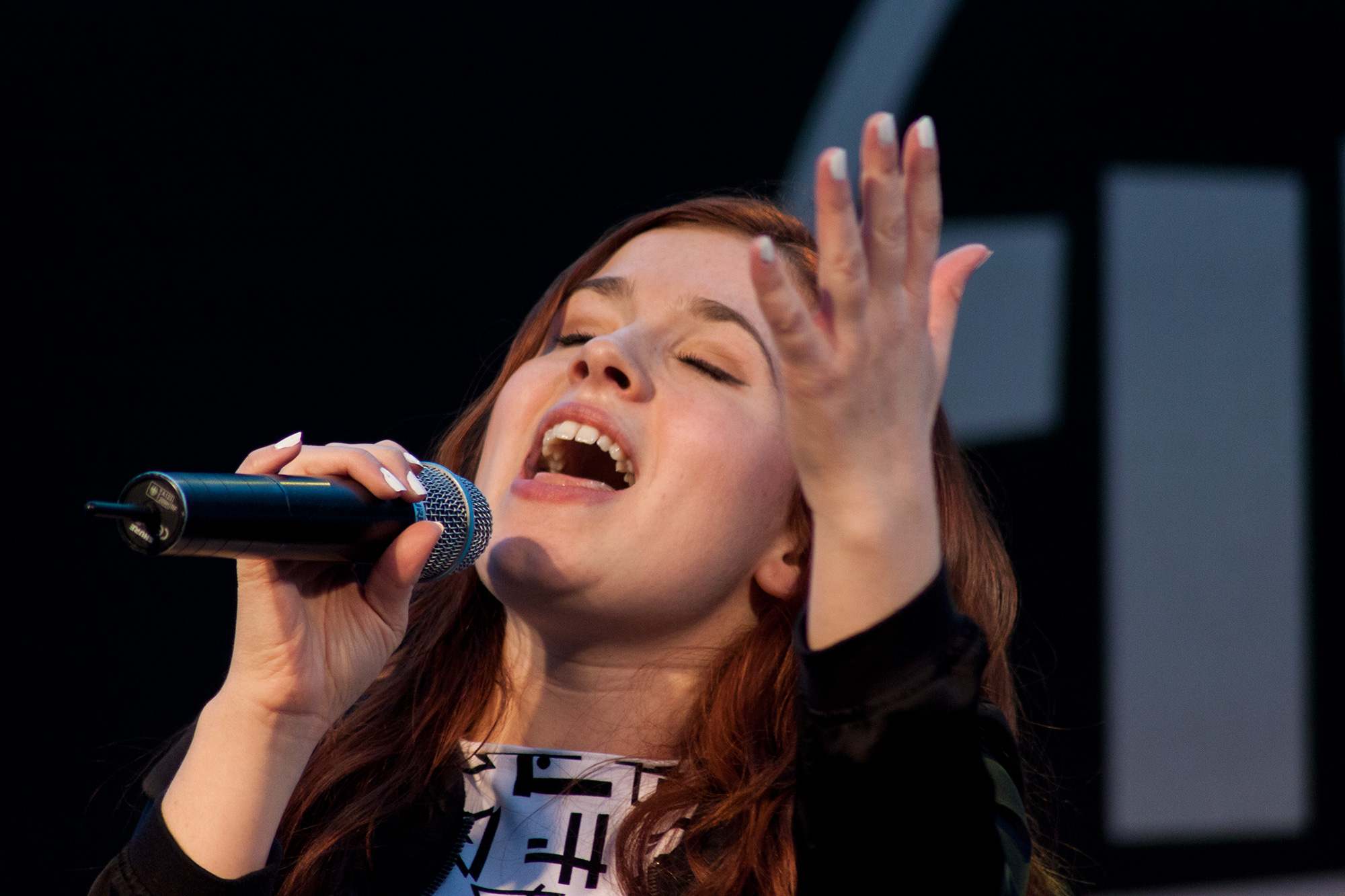
Diamond (2013)

W marcu 2011 roku została nominowana do Nickelodeon Kids Choice Awards 2011. Podczas lata ogłoszono zapowiedź jej własnego świątecznego magazynu „Amy Diamond Jul”, który ukazał się 15 listopada 2011 w Szwecji, m.in. w internetowym sklepie Bengans. Dodatkiem do „Amy Diamond Jul” była płyta CD z trzema premierowymi świątecznymi piosenkami. W październiku 2011 roku odbył się nowy musical z udziałem Diamond – Barnkammarboken. W 2013 roku wydała singiel „Your Love”, którego tekst napisała z George’em Nakasem. W 2014 roku dostała główną rolę w filmie Moja chuda siostra (2015) w reżyserii Sanny Lenken, w którym gra łyżwiarkę Katję cierpiącą na anoreksję. Film dostał Nagrodę Publiczności na Festiwalu Filmowym w Göteborgu oraz Kryształowego Niedźwiedzia na Międzynarodowym Festiwalu Filmowym w Berlinie. Diamond została także nominowana do Najlepszej Roli Kobiecej na gali Guldbagge.

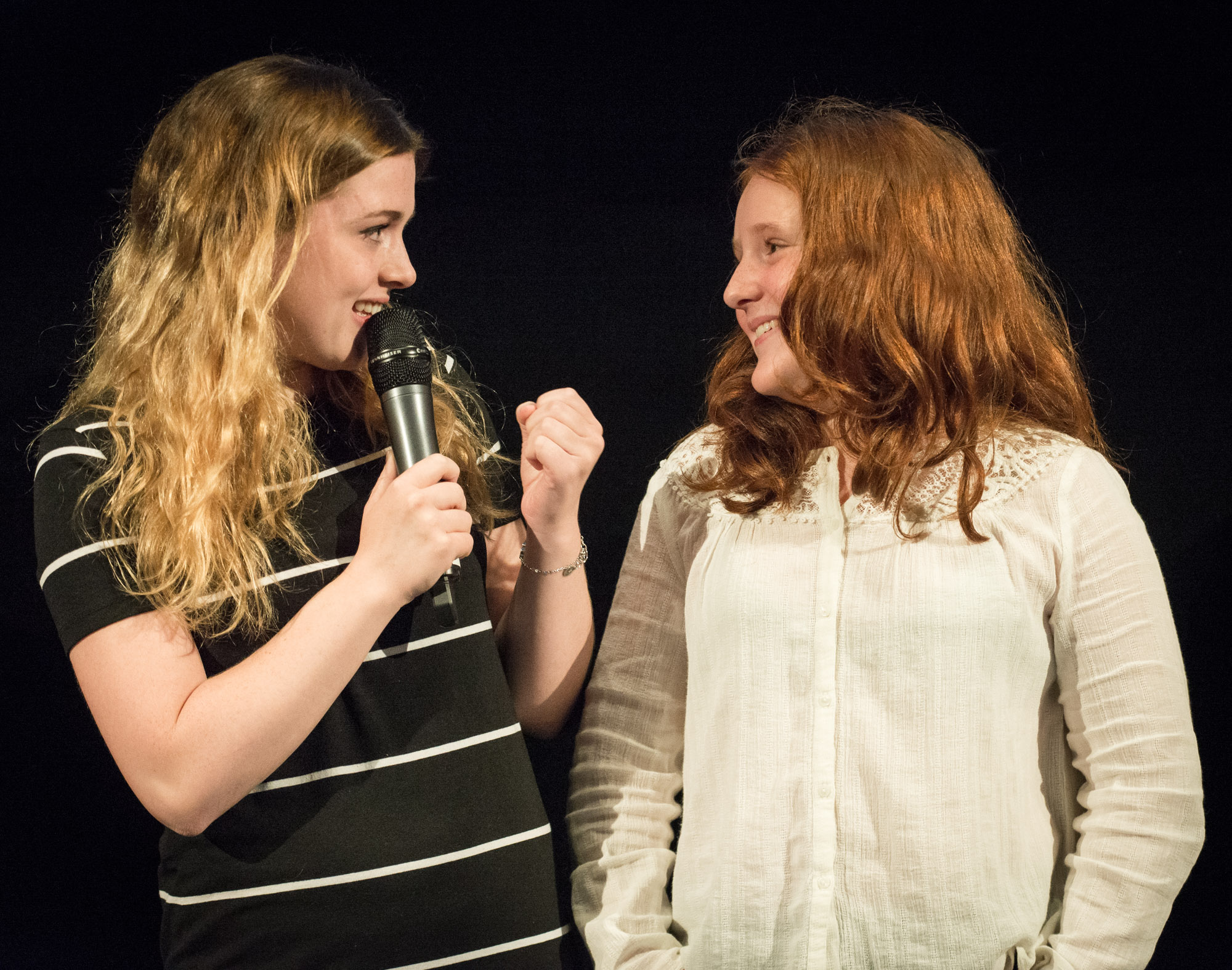
Diamond i Rebecka Josephson na pokazie filmu Moja chuda siostra w Sztokholmie (2015)

Od 2016 roku pisze i komponuje utwory przy współpracy z niezależną wytwórnią Hurdy Gurdy Noise, wydając muzykę pod swoim prawdziwym nazwiskiem. W 2016 roku wydała utwory: „One”, „Forgive” i „This Is How We Party”.

## Dyskografia

### Albumy studyjne
- This Is Me Now (2005)
- Still Me Still Now (2006)
- Music In Motion (2007)
- Swings and Roundabouts (2009)

### Albumy świąteczne
- En helt ny jul (2008)

### Albumy kompilacyjne
- Greatest Hits (2010)

### Single
- 2005 – „What’s in It for Me(inne języki)”
- 2005 – „Welcome to the City”
- 2005 – „Shooting Star”
- 2006 – „Don’t Cry Your Heart Out”
- 2006 – „Big Guns”
- 2006 – „It Can Only Get Better”
- 2007 – „Is It Love?”
- 2007 – „Stay My Baby”
- 2008 – „Thank You”
- 2009 – „It’s My Life”
- 2009 – „Up”
- 2010 – „Only Uou”
- 2010 – „True Colors”
- 2013 – „Your Love”
- 2016 – „One”
- 2016 – „Forgive”
- 2016 – „This Is How We Party”

## Filmografia
- 2002: De Drabbade
- 2006: Lassemajas Detektivbyrå
- 2009-2011: Princessan Lillifee (dubbing)
- 2009-2010 Alice I Underlandet
- 2010: Melodifestivalen Sketches
- 2010-obecnie: Bulldogg
- 2011-2012 – Barnkammarboken
- 2012: Merida waleczna (dubbing)
- 2015: Moja Chuda Siostra (My Skinny Sister)
- 2019: Gösta